# Lina Marsico
Teresina Marsico, detta Lina (San Mango d'Aquino, 7 febbraio 1976), è un'ex calciatrice italiana di ruolo centravanti.

## Carriera
Ha esordito in Serie A con il Gravina e poi giocato con varie formazioni della massima serie; ha vinto una Coppa Italia.
Con le siciliane, ha segnato in totale 121 reti in sei stagioni e ha formato una coppia d'attacco molto prolifica insieme a Fabiana Colasuonno: 38 reti in due nel 1999-2000 e 52 nel 2000-2001.
Nel 2001-2002, segna 19 reti con il Foroni e vince la sua prima Coppa Italia. Sono poi 17 le reti segnate con la Lazio nella stagione seguente, in cui vince anche la Coppa Italia, segnando due reti in finale. Nel 2003-2004, segna sei reti in una parentesi a Bergamo.
Nel 2005-2006, veste la maglia del Milan ed è la quarta miglior marcatrice del campionato. Nel 2006-2007 si ferma a 12 reti con la Reggiana.
Nel 2009-2010 è autrice di 12 reti con la maglia di Trento. Nel 2010-2011 segna 10 reti per Tradate.
Ha disputato cinque gare in Nazionale italiana.

## Palmarès
- Coppa Italia: 2

Foroni: 2001-2002; Lazio: 2002-2003